# Gloriana Ranocchini
Gloriana Ranocchini (* 1957) ist eine Politikerin aus San Marino. Sie wurde zweimal zum Capitano Reggente (Staatsoberhaupt) von San Marino gewählt.

## Leben
Gloriana Ranocchini vertrat den Partitio Comunista Sammarinese (PCS) von 1983 bis 1993 im san-marinesischen Parlament, dem Consiglio Grande e Generale. 
Sie wurde zweimal zum Capitano Reggente (Staatsoberhaupt) gewählt, vom 1. April bis 1. Oktober 1984 gemeinsam mit Giorgio Crescentini und erneut vom 1. Oktober 1989 bis zum 1. April 1990 gemeinsam mit Leo Achilli.
Sie war 1993 die erste Präsidentin der san-marinesischen Onkologischen Gesellschaft (Associazione Oncologica Sammarinese).